# Punto de Feynman

Primeros cientos de dígitos de π conteniendo unos cuantos decimales dobles consecutivos (marcados en amarillo) y unos cuantos triples (marcados en verde). La presencia del séxtuple (marcado en rojo) es apodado "el punto de Feynman" y es una intrigante anomalía en una muestra tan pequeña.

El Punto de Feynman se refiere a los dígitos decimales de π entre las posiciones 762 y 767, que consiste en una séxtuple repetición del número 9. Puesto que π es un número irracional con una expansión decimal infinita no repetitiva que podría ser normal, es posible esperar la existencia de cualquier secuencia de dígitos tarde o temprano. Sin embargo, la temprana aparición de la secuencia tras tan relativamente pocas posiciones convierten el punto de Feynman en una curiosidad matemática. El nombre se refiere a un comentario del físico Richard Feynman, en el que dijo que quería memorizar los dígitos de π hasta ese punto, para poder terminar de recitarlos diciendo "...nueve, nueve, nueve, nueve, nueve, nueve, y así en adelante", sugiriendo que π era un número racional.
En comparación, la siguiente secuencia de 6 dígitos decimales repetidos se compone otra vez de nueves, comenzando en la posición 193 034. La siguiente secuencia comienza con el número 8 en la posición 222 299. De los dígitos restantes, el más tardío en aparecer por sextuplicado es el número 0, en la posición 1 699 927.
El punto de Feynman es también la ocurrencia de cuatro o cinco dígitos idénticos. La siguiente aparición de cuatro números idénticos es del dígito 7 en la posición 1589.

El número 2π (algunas veces referido con la letra griega τ (tau)) tiene una secuencia de siete números consecutivos de 9s comenzando en la posición 761. En contraste, la primera aparición de siete números consecutivos en π es 3333333 en la posición 710 100.